# Zomertortel
De zomertortel (Streptopelia turtur), traditioneel bekend als tortelduif, is een lange-afstandstrekker uit de familie van de duiven (Columbidae). Het is de enige Europese duivensoort die 's winters ten zuiden van de Sahara verblijft. De soort broedt in bosschages, houtwallen, bosranden, boerenerven en fruitboomgaarden in de buurt van landbouwgebieden. De soort gaat sinds het midden van de 20e eeuw hard in aantal achteruit door de intensivering en homogenisering van de landbouw en anderzijds ook door de intense jachtdruk in de Mediterrane landen tijdens de trekperiode en in de overwinteringsgebieden.

## Kenmerken

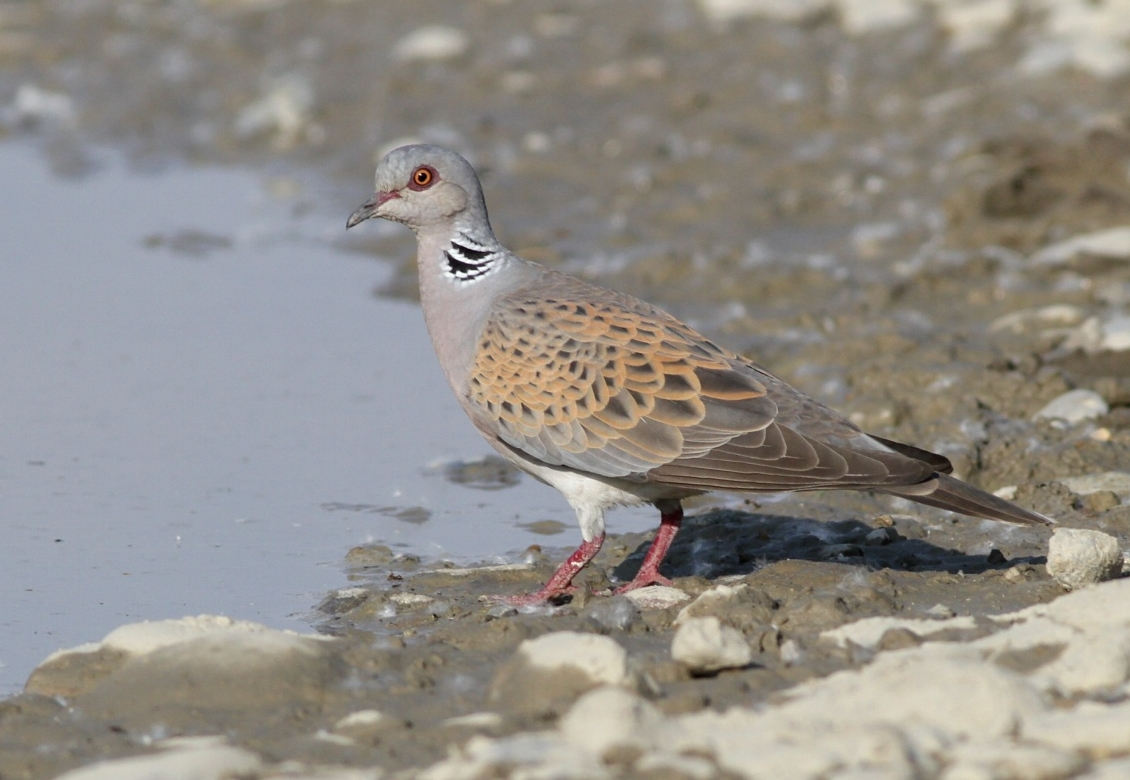
Zomertortel in Nemšová (Slowakije)

De zomertortel wordt tussen de 25 en 28 cm groot en is daarmee iets kleiner dan de Turkse tortel (Streptopelia decaocto). De soort is klein en slank met snelle, trekkende vleugelslagen. In de vlucht valt de witte buik en de donkere ondervleugels op. De zomertortel is kleurrijker dan de Turkse tortel en heeft oranjekleurige veren met zwarte vlekken. De staart is zowel van boven als van onderen zwart met een witte eindrand. De borst is roze en in de nek heeft hij aan beide kanten een klein, zwartgestreept plekje. Heeft een opvallende rode ring rondom het oog. Juveniele zomertortels hebben een grauwer verenkleed en missen de zwartgestreepte plekjes in de nek. De zomertortel lijkt vrij veel op de oosterse tortel (Streptopelia orientalis orientalis) die broedt vanaf de oostelijke hellingen van het Oeralgebergte en verder oostwaarts. In West-Siberië en lokaal aan de Europese zijde van de Oeral komt de soort sympatrisch voor met de zomertortel. De oosterse tortel is te onderscheiden aan het donkerdere verenkleed. Ook de vleugels zijn rossiger en donkerder en de staarteinden van de oosterse tortel zijn grijs in plaats van wit.

## Voedsel
Het voedsel bestaat voornamelijk uit akkerkruiden, maar zaden van gecultiveerde gewassen eten ze ook. Vooral tarwe en koolzaad lijken belangrijk te zijn.

## Broeden
De zomertortel legt gewoonlijk twee witte eieren tussen de periode midden mei en midden juni. Deze worden meestal gedurende dertien à veertien (soms tot zestien) dagen door zowel het mannetje als vrouwtje geïncubeerd. De jongen vliegen na circa 20 dagen uit en zijn kort daarna zelfstandig. Bouwt een plat, rommelig nest gemaakt van twijgen. In Engeland vertoonden de vogels een sterke voorkeur voor doornachtige struiken om in te broeden, met name eenstijlige meidoorn (Crataegus monogyna) en sleedoorn (Prunus spinosa).

## Verspreiding
In het zomerhalfjaar zijn zomertortels aanwezig in grote delen van Europa, met uitzondering van de Scandinavische landen, het noorden van Rusland, Ierland, het noorden van het Verenigd Koninkrijk en de Alpen. De eerste vogels verschijnen meestal in de tweede helft van april in de broedgebieden. Ze trekken in augustus/september weer weg naar de overwinteringsgebieden. Broedt ook in delen van Noord-Afrika en van West-Azië tot aan het westen van China. Daarnaast broeden er geïsoleerde populaties in Egypte en het zuiden van de Sahara. Alle zomertortels die in Europa broeden, overwinteren in Afrika ten zuiden van de Sahara.

## Leefgebieden
De zomertortel broedt in Europa voornamelijk in bosschages en boomopslag aan de randen van lichte, structuurrijke bossen, houtwallen die vaak liggen in landbouwgebieden met boerenerven en fruitboomgaarden.

## Geluid
Het geluid is een diep koerend, turrrrr turrrrr turrrrr, dat meerdere keren herhaald wordt.

## Ondersoorten
De soort telt vier ondersoorten:

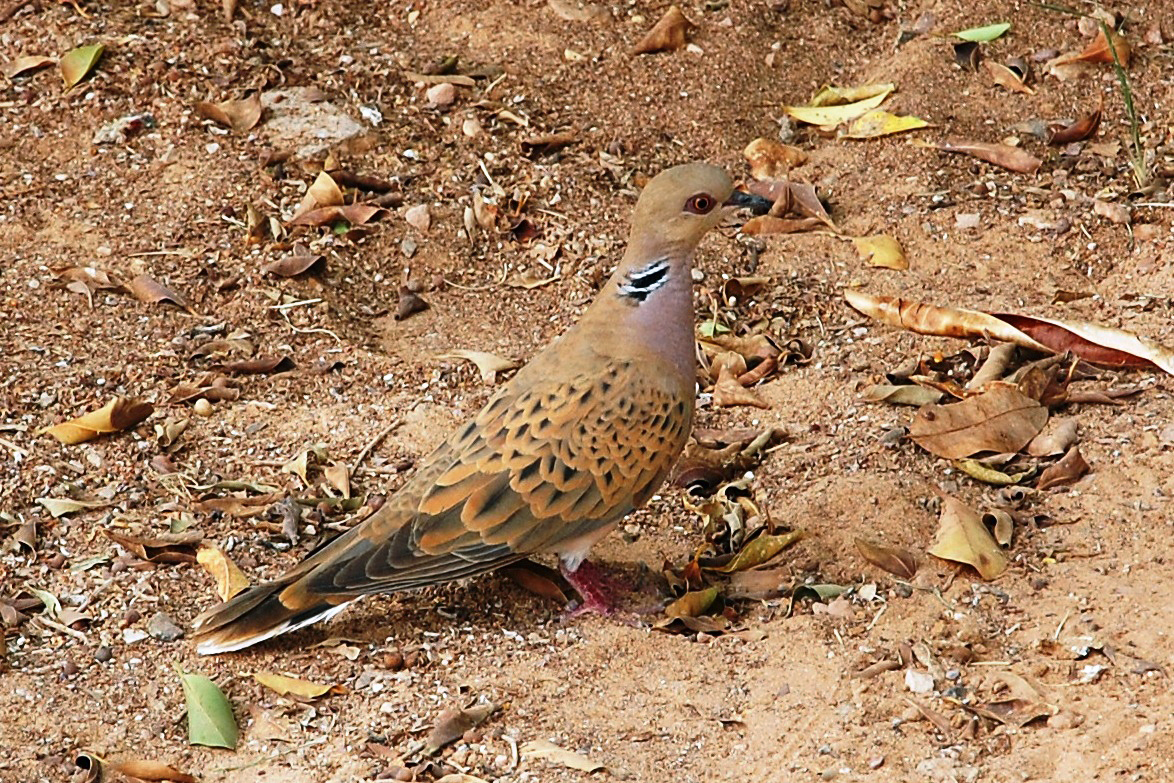
Streptopelia turtur rufescens in de omgeving van Aboe Simbel (Egypte)

- S. t. turtur: Europa, Madeira en de Canarische Eilanden.
- S. t. arenicola: van noordwestelijk Afrika tot Iran en noordwestelijk China.
- S. t. hoggara: Aïr Massif en Ahaggargebergte (zuidelijke Sahara).
- S. t. rufescens: Egypte en noordelijk Soedan.

## Oorzaak van de achteruitgang
Een van de belangrijkste oorzaken van de achteruitgang ligt in de Europese broedgebieden, waar ingrijpende veranderingen hebben plaatsgevonden in het landgebruik. Door de homogenisering en schaalvergroting van de landbouw is er minder voedselaanbod voor de soort. In veel gevallen zijn ook houtwallen en bosschages verwijderd uit landbouwgebieden die nestgelegenheid en dekking bieden. Daarnaast ondervindt de soort veel problemen in de trekperiode en overwinteringsgebieden. De soort is namelijk ook een populaire jachtbuit en wordt bejaagd voor consumptie, handelsdoeleinden of puur voor het plezier.
In 2015 heeft Birdlife International de illegale jacht in het Middellandse Zeegebied in kaart gebracht. De zomertortel is een soort die ondanks de wettelijke bescherming zeer zwaar te lijden heeft van de jacht. Het aantal zomertortels dat jaarlijks wordt doodgeschoten wordt op meer dan 1 miljoen geschat. Door de ligging zijn Malta en Cyprus een cruciale plaats voor de uitgeputte vogels om uit te rusten en daar lijken ze dan ook het meest kwetsbaar te zijn. De vogels worden meestal geschoten, maar vangst door middel van lijmstokken, touwen en netten komt ook voor.
In Nederland was de zomertortel voor 1950 (die toen nog tortelduif heette), een "zeer algemeen voorkomende" vogel en tussen 1973 en 1985 werd het aantal geschat op 35.000 tot 50.000. Daarna daalde het aantal zomertortels snel, volgens Sovon Vogelonderzoek Nederland met meer dan 5% per jaar sinds 1990. Tussen 1998 en 2000 werd het aantal broedparen op 10.000 tot 12.000 geschat Deze daling gaat sindsdien versneld door; in 2018 werd het aantal broedparen door Sovon geschat op 1200 tot 1400. (10,6% achteruitgang per jaar sinds 1999).

## Status
Tussen 1983 en 2011 werd de afname van het aantal zomertortels in heel Europa geschat op 73%. In 2015 werd de totale Europese populatie geschat tussen de 3,15 en 5,94 miljoen broedparen. Sinds 2015 staat de zomertortel als kwetsbaar op de Rode Lijst van de IUCN, zo ook op de Europese Rode Lijst.
De zomertortel is in 2004 als kwetsbaar op de Nederlandse Rode Lijst gezet. De zomertortel staat eveneens sinds 2004 op de Vlaamse Rode Lijst en wordt als bedreigd geclassificeerd.
In de Europese Unie staat de soort op Annex II van de Vogelrichtlijn. Daarnaast wordt hij ook beschermd op Appendix III van de Conventie van Bern.

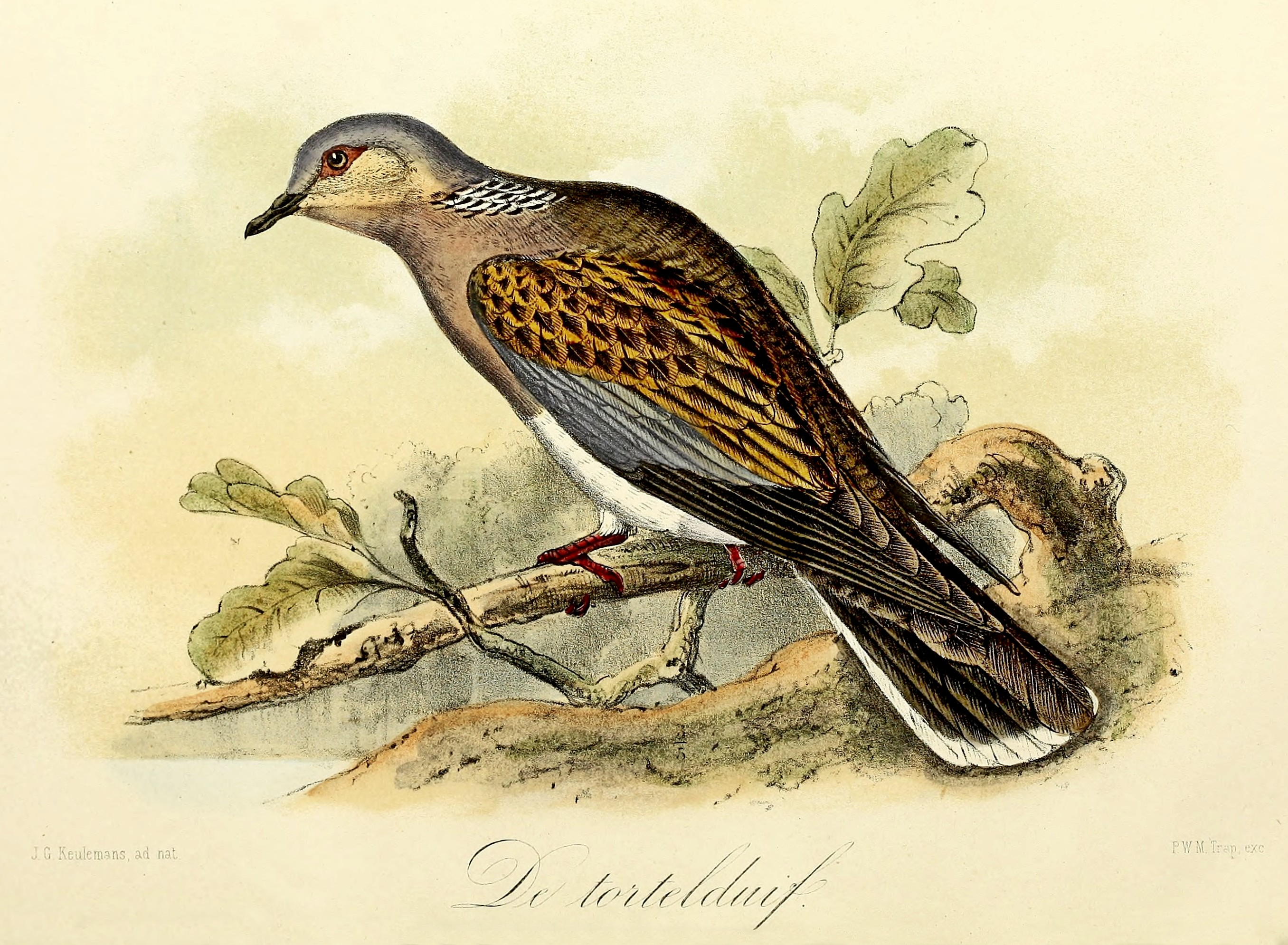
De tortelduif (1869), John Gerrard Keulemans